# Відкритий чемпіонат Франції з тенісу 1970
Відкритий чемпіонат Франції з тенісу 1970  — тенісний турнір, що проходив на відкритих ґрунтових кортах Стад-Ролан-Гаррос у Парижі з 25 травня по 7 червня 1970 року. Це був 74-й Відкритий чемпіонат Франції та другий турнір Великого шолома в календарному році. 

## Огляд подій та досянень
Род Лейвер, який попереднього року виграв усі турніри Великого шолома  в цьому чемпіонаті Франції не грав, а переміг чех Ян Кодеш, для якого цей титул Великого шолома був першим.
У жінок Маргарет Корт виграла 18-й титул Великого шолома, 5-й у Відкриту еру й 4-й Ролан-Гаррос.

## Результати фінальних матчів

### Дорослі
| Одиночний розряд. Чоловіки Докладніше |                                |               |
| Ян Кодеш                              | Желько Франулович              | 6–2, 6–4, 6–0 |
|                                       |                                |               |
| Одиночний розряд. Жінки Докладніше    |                                |               |
| Маргарет Корт                         | Гельга Ніссен Мастгофф         | 6–2, 6–4      |
|                                       |                                |               |
| Парний розряд. Чоловіки Докладніше    |                                |               |
| Іліє Настасе Йон Циріак               | Артур Еш Чарлі Пасарелл        | 6–2, 6–4, 6–3 |
|                                       |                                |               |
| Парний розряд. Жінки Докладніше       |                                |               |
| Гейл Шанфро Франсуаз Дюрр             | Розмарі Касалс Біллі Джин Кінг | 6–1, 3–6, 6–3 |
|                                       |                                |               |
| Мікст Докладніше                      |                                |               |
| Біллі Джин Кінг Боб Г'юїтт            | Франсуаз Дюрр Жан-Клод Баркле  | 3–6, 6–4, 6–2 |
|                                       |                                |               |

|}